# Лебель, Жан-Жак
Жан-Жак Лебель (Jean-Jacques Lebel; 1936, Париж, Франция) — французский художник, поэт, издатель, политический деятель и учёный. Известен в первую очередь благодаря своей работе с хеппенингами, как теоретик искусства и куратор. Он является сыном Роберта Лебеля, арт-критика и друга Марселя Дюшана.

## Образование
- Accademia delle Belle Arti, Флоренция.

## Творчество
Первая выставка Лебеля состоялась в 1955 в Galleria Numero во Флоренции, Италия. Он регулярно сотрудничал с художником и писателем Arnaud Labelle-Rojoux.
Начиная с 1955 Лебель публиковал поэтический журнал «Front Unique» и организовывал различные кочевые фестивали поэзии, такие как «La Libre Expression» в 1964 и «Polyphonix» в 1979. В 1960-х Лебель перевел на французский и опубликовал различные работы Берроуза, Гинзберга, Майкла МакКлура, Лоуренса Ферлингетти и Грегори Корсо.
Лебель является автором и участником первого европейского хеппенинга, который состоялся в 1960 в Венеции. В декорированном помещении задрапированный «труп» лежал на постаменте, который был затем ритуально зарезан «палачом», в то время как звучали отрывки из произведений французского писателя-декадента Гюисманса и Маркиза де Сада. Затем гроб погрузили на гондолу и «тело», которое было механической фигурой Жана Тэнгли, торжественно соскользнуло в канал.
Лебель опубликовал первое критическое эссе на французском о движении, связанном с хеппенингами, сославшись на Dada-Messe (1920) как на ключевой прецедент современного хеппенинга в Европе. После этого он провел более 70 хеппенингов, перформансов и акций во многих странах, включая «Pour conjurer l’esprit de catastrophe» (1962), «Déchirex» (1965) и «120 minutes dédiées au divin marquis» (1966). В 1967 он поставил в Гассине на «Festival de la Libre Expression» сюрреалистический театральный фарс в шести частях «Le Désir attrapé par la queue» (1941).
Во время Красного мая 1968 года Лебель принял участие в деятельности «Движения 22 марта» (Mouvement du 22-mars), затем — в деятельности группы анархистов «Noir et Rouge» и социалистической группе «Informations et Correspondences Ouvrières». Слушал философские лекции Феликса Гваттари в Университете Париж VIII. Вместе с François Pain создал 90-минутный фильм «Памятник Феликсу Гваттари» (Monument à Félix Guattari) и в 1994 выставил большой ассамбляж, озаглавленный «Monument à Félix Guattari» в Центре Помпиду.
. Lebel also followed the philosophical teachings of Gilles Deleuze at Faculty de Vincennes at Paris 8 University.
В 2009 La Maison Rouge в Париже представил все грани творчества Лебеля (художника, куратора, писателя, перформера, организатора фестивалей) на выставке «Жан-Жак Лебель, Soulvements». Выставка была разделена на следующие темы: хеппенинги, неподчинение, поэзия, галлюцинации, эрос, дада, война и ризома. Она была иллюстрирована произведениями примитивного искусства, неизвестных художников и произведениями Фюссли, Арчимбольдо, Луизы Мишель, Равашоля, Аполлинера, Дюшана, Пикассо, Отто Дикса, Жоржа Гроса, Бретона, Пикабия, Арто, Браунера, Эрро, Саура. Куратором выставки выступил Жан де Луази (Jean de Loisy).